# Стедман, Крейг
Крейг Сте́дман (англ. Craig Steadman, род. 14 июля 1982) — английский профессиональный игрок в снукер.

## Карьера
В 2006 году Стедман вышел в четвертьфинал любительского чемпионата мира в Аммане (Иордания).
В 2008 году был финалистом чемпионата Европы (в финале он проиграл Дэвиду Грэйсу, 6:7). Стедман стал профессионалом в 2009 году, после того как закончил предыдущий сезон восьмым в рейтинге PIOS. В своем дебютном сезоне в мэйн-туре Крейг показал неплохие результаты: он сделал высший брейк в своей профессиональной карьере на тот момент — 143 очка и вышел в 1/32 финала чемпионата Великобритании. Этот брейк стал высшим в квалификации к Welsh Open, за что Стедман получил £ 500.
Очередной свой высший брейк в 145 очков Крейг Стедман установил в квалификационном раунде турнира Turkish Masters 2022 года.